# Echemus griseus
Echemus griseus är en spindelart som först beskrevs av Ludwig Carl Christian Koch 1873.  Echemus griseus ingår i släktet Echemus och familjen plattbuksspindlar. Inga underarter finns listade i Catalogue of Life.